# Adnan Menderes
Adnan Menderes (1899–1961) fue un político y primer ministro turco en el periodo 1950–1960.
Nació en 1899 en Aydın, Imperio otomano, hijo de un terrateniente adinerado. Tras la escuela primaria, Menderes asistió al Colegio Americano en Esmirna. Se licenció en la Facultad de Derecho de la universidad de Ankara en 1935. Luchó en la Primera Guerra Mundial y se le concedió la İstiklal Madalyası (medalla de Libertad).
En 1930, Menderes organizó una rama del efímero Partido Libre en Aydın. Después de la prohibición de este partido, se afilió al Partido Republicano del Pueblo, siendo elegido diputado por Aydın en 1931. En 1945, fue expulsado del partido con otros dos colegas debido a su oposición al comité interno.
El 7 de enero de 1946, formó el Partido Demócrata, el primer partido de oposición legal en Turquía. Fue elegido diputado por Kütahya en las elecciones de 1946 y se convirtió en la segunda figura en importancia del partido después de Celal Bayar. Cuando subió al poder después de las elecciones del 14 de mayo de 1950, Menderes fue nombrado primer ministro, y en 1955 también asumió el cargo de ministro de Asuntos Exteriores. Durante los 10 años de su legislatura, la política nacional e internacional turca fue sometida a grandes cambios. La industrialización y la urbanización comenzaron en Turquía. La agricultura fue mecanizada; el transporte, la energía, la educación, la asistencia médica, la seguridad social y la banca progresaron. Turquía aprendió la concepción del desarrollo.
Menderes se hizo célebre por la venta o distribución de la mayor parte del estado que había heredado en su legislatura a pequeños accionistas. Él era más tolerante hacia estilos de vida tradicionales y diferentes formas de la práctica del Islam que Atatürk y su partido lo habían sido. Permaneciendo prooccidental, fue más activo que sus precursores en el establecimiento de relaciones con estados musulmanes. Menderes apoyaba una política económica más liberal que los anteriores Primeros Ministros, y dio más libertad a la empresa privada. En general, sus políticas económicas lo hicieron popular entre la clase media-baja de la población turca, pero esto también llevó al país a la deuda debido a un aumento enorme de importaciones de bienes y tecnología. Menderes se hizo cada vez más impopular tanto entre los intelectuales como entre los militares, que temían que los ideales de Atatürk estuvieran en el peligro. Esto finalmente condujo a su caída.
El 27 de mayo de 1960 un golpe militar bajo el mando del General Cemal Gürsel revocó el gobierno, y Menderes fue detenido junto con otros miembros del partido, acusados de violar la constitución. Fue procesado en la isla de Yassiada. El proceso hizo referencia al pogromo de Estambul, por el cual él y sus compañeros de partido fueron inculpados. Fue condenado finalmente a la pena de muerte y ejecutado en la horca en la isla de İmralı el 17 de septiembre de 1961. Casi 30 años después de su muerte, su tumba fue trasladada a un mausoleo en Estambul el 17 de septiembre de 1990.
Una universidad en Aydin y el Aeropuerto Internacional de Esmirna llevan su nombre.

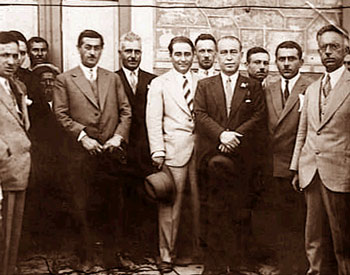
Adnan Menderes y miembros del Partido Liberal Republicano.

| Predecesor: Şemsettin Günaltay | Primer ministro de Turquía 1950 - 1960 | Sucesor: Cemal Gürsel |